# آدم ساری
آدم ساری (انگلیسی: Adem Sarı؛ زادهٔ ۹ مهٔ ۱۹۸۵) یک بازیکن فوتبال اهل ترکیه است.
از باشگاه‌هایی که در آن بازی کرده‌است می‌توان به اسکی‌شهراسپور، باشگاه فوتبال هافنهایم، و باشگاه فوتبال هافنهایم، اشاره کرد.